# Isabelle Weidemann
Isabelle Weidemann (* 18. Juli 1995 in Ottawa) ist eine kanadische Eisschnellläuferin.

## Werdegang
Weidemann wurde in den Jahren 2013 und 2014 kanadische Juniorenmeisterin im Vierkampf. Im Januar 2015 startete sie in Hamar erstmals im Eisschnelllauf-Weltcup und belegte dabei in der B-Gruppe den 26. Platz über 1500 m und den 18. Rang über 3000 m. Bei den Einzelstreckenweltmeisterschaften 2016 in Kolomna errang sie den zehnten Platz über 3000 m und den fünften Platz über 5000 m und bei den Einzelstreckenweltmeisterschaften 2017 in Gangwon den 18. Platz über 1500 m, den neunten Platz über 3000 m und den sechsten Platz über 5000 m. In der Saison 2017/18 erreichte sie mit dritten Plätzen in der Teamverfolgung in Heerenveen und Calgary ihre ersten Podestplatzierungen im Weltcup. Beim Saisonhöhepunkt, den Olympischen Winterspielen 2018 in Pyeongchang, wurde sie Siebte über 3000 m, Sechste über 5000 m und Vierte in der Teamverfolgung. Zu Beginn der Saison 2018/19 holte sie in Tomakomai über 3000 m ihren ersten Weltcupsieg. Zudem errang sie dort den zweiten Platz in der Teamverfolgung. Es folgte in Tomaszów Mazowiecki der dritte Platz in der Teamverfolgung und der zweite Rang über 5000 m und in Heerenveen der zweite Platz über 3000 m. Sie erreichte damit den vierten Platz im Gesamtweltcup über 3000/5000 m. Bei den Einzelstreckenweltmeisterschaften 2019 in Inzell wurde sie Siebte über 3000 m und jeweils Vierte über 5000 m und in der Teamverfolgung. Anfang März 2019 lief sie bei der Mehrkampfweltmeisterschaft 2019 in Calgary auf den sechsten Platz. In der Saison 2019/20 siegte sie zweimal über 3000 m und errang je einmal über 3000 m und 5000 m den dritten Platz und erreichte damit den zweiten Platz im Gesamtweltcup über 3000/5000 m. Bei den Einzelstreckenweltmeisterschaften 2020 in Salt Lake City gewann sie Bronze in der Teamverfolgung. In der folgenden Saison holte sie in Heerenveen zwei Siege in der Teamverfolgung und erreichte den sechsten Platz im Gesamtweltcup über 3000/5000 m. Beim Saisonhöhepunkt, den Einzelstreckenweltmeisterschaften 2021 in Heerenveen, gewann sie Silber in der Teamverfolgung.
Bei kanadischen Meisterschaften siegte Weidemann fünfmal über 5000 m und zweimal über 3000 m.

## Weltcupsiege

### Weltcupsiege im Einzel
| Nr. | Datum             | Ort        | Disziplin |
| --- | ----------------- | ---------- | --------- |
| 1.  | 25. November 2018 | Tomakomai  | 3000 m    |
| 2.  | 15. November 2019 | Minsk      | 3000 m    |
| 3.  | 7. März 2020      | Heerenveen | 3000 m    |

### Weltcupsiege im Team
| Nr. | Datum             | Ort                 | Disziplin        |
| --- | ----------------- | ------------------- | ---------------- |
| 1.  | 8. Dezember 2019  | Nur-Sultan          | Teamverfolgung 1 |
| 2.  | 22. Januar 2021   | Heerenveen          | Teamverfolgung 1 |
| 3.  | 29. Januar 2021   | Heerenveen          | Teamverfolgung 1 |
| 4.  | 13. November 2021 | Tomaszów Mazowiecki | Teamverfolgung 1 |
| 5.  | 4. Dezember 2021  | Salt Lake City      | Teamverfolgung 1 |
| 6.  | 11. Dezember 2021 | Calgary             | Teamverfolgung 1 |
| 7.  | 12. November 2022 | Stavanger           | Teamverfolgung 1 |
| 8.  | 10. Dezember 2022 | Calgary             | Teamverfolgung 1 |
| 9.  | 11. Februar 2023  | Tomaszów Mazowiecki | Teamverfolgung 1 |
| 10. | 27. Januar 2024   | Salt Lake City      | Teamverfolgung 1 |

## Teilnahmen an Weltmeisterschaften und Olympischen Winterspielen

### Olympische Spiele
- 2018 Pyeongchang: 4. Platz Teamverfolgung, 6. Platz 5000 m, 7. Platz 3000 m
- 2022 Peking: 2. Platz 5000 m, 3. Platz 3000 m

### Einzelstrecken-Weltmeisterschaften
- 2016 Kolomna: 5. Platz 5000 m, 10. Platz 3000 m
- 2017 Gangwon: 6. Platz 5000 m, 9. Platz 3000 m, 18. Platz 1500 m
- 2019 Inzell: 4. Platz 5000 m, 4. Platz Teamverfolgung, 7. Platz 3000 m
- 2020 Salt Lake City: 3. Platz Teamverfolgung, 6. Platz 5000 m, 10. Platz 3000 m, 16. Platz 1500 m
- 2021 Heerenveen: 2. Platz Teamverfolgung, 4. Platz 5000 m, 5. Platz 3000 m
- 2023 Heerenveen: 1. Platz Teamverfolgung, 4. Platz 5000 m, 6. Platz 3000 m
- 2024 Calgary: 2. Platz Teamverfolgung, 2. Platz 3000 m, 5. Platz 5000 m
- 2025 Hamar: 3. Platz Teamverfolgung, 4. Platz 5000 m, 7. Platz 3000 m

### Mehrkampf-Weltmeisterschaften
- 2019 Calgary: 6. Platz Kleiner Vierkampf
- 2020 Hamar: 14. Platz Kleiner Vierkampf

## Persönliche Bestzeiten
- 500 m: 40,34 s (aufgestellt am 2. März 2019 in Calgary)
- 1000 m: 1:17,53 min (aufgestellt am 26. September 2021 in Calgary)
- 1500 m: 1:54,02 min (aufgestellt am 5. Dezember 2021 in Salt Lake City)
- 3000 m: 3:55,33 min (aufgestellt am 10. Dezember 2021 in Calgary)
- 5000 m: 6:46,81 min (aufgestellt am 14. Oktober 2021 in Calgary)